# Katsuyuki Kawachi
Katsuyuki Kawachi, född 27 april 1955 i Hiroshima prefektur, Japan, är en japansk tidigare fotbollsspelare.